# Springer Opera House
Das Springer Opera House ist ein historisches Theater in der Tenth Street 103 in Columbus, Muscogee County, Georgia. Das dreistöckige Backsteingebäude wurde 1871 von dem wohlhabenden Geschäftsmann Francis J. Springer auf seinem Grundstück errichtet.
Ende des 19. Jahrhunderts war das Opernhaus schnell zum bekannten Veranstaltungsort in Georgia geworden, wo viele berühmte Persönlichkeiten auftraten, wie beispielsweise John Philip Sousa, Ethel Barrymore, Oscar Wilde oder auch Franklin D. Roosevelt. Dieser Erfolg war vorübergehend, seit Anfang des 20. Jahrhunderts wurde das Opernhaus zunächst vorwiegend als Kino genutzt, seit Mitte des 20. Jahrhunderts stand es eine Zeit lang leer und war vom Abriss bedroht. Eine Initiative engagierter Bürger der Stadt führte schließlich zur Renovierung und zum Erhalt des Gebäudes; seit 1964 betreibt das Springer Theatre das Gebäude wieder als Theater.
1971 wurde das Springer Opera House anlässlich seines hundertjährigen Jubiläums vom damaligen Gouverneur Georgias, Jimmy Carter, zum State Theatre of Georgia ernannt. Des Weiteren wurde es 1970 dem National Register of Historic Places hinzugefügt und 1978 aufgrund der Architektur und des gut erhaltenen Zustands zum National Historic Landmark der USA erklärt.

## Geschichte desSpringer Opera House
Das Springer ist das älteste Theater Georgias sowie eines von nur sieben Theatern in den USA, das zum National Historic Landmark ernannt wurde. Des Weiteren wurde es 1971 anlässlich des einhundertjährigen Bestehens von Gouverneur Jimmy Carter zum State Theater of Georgia ernannt, was 1992 durch das Parlament Georgias bestätigt wurde. 1970 wurde es dem National Register of Historic Places hinzugefügt und 1978 aufgrund der Architektur und des guten Erhaltungszustands zum National Historic Landmark erklärt.
Im Springer Opera House traten berühmte Persönlichkeiten wie beispielsweise die Schauspieler John Edwin Booth, James O’Neill, Joseph Jefferson, Ethel Barrymore, die Schauspielerin und Autorin Ruth Gordon, der Komiker und Autor Will Rogers, die Tänzerin Agnes de Mille, die Sängerin Ma Rainey, der Dirigent John Philip Sousa sowie die Politiker William Jennings Bryan und Franklin D. Roosevelt auf. Für den irischen Schriftsteller Oscar Wilde war das Springer 1882 eine der Stationen seiner triumphalen ersten Amerika-Lesereise.

### Gründung des Theaters
Das Theaterspiel war bereits sehr früh ein wichtiger Teil der kulturellen Aktivitäten in Columbus. Die erste Theateraufführung dort wurde im Juli 1828 verzeichnet. Die Bühne, auf der das erste Theaterstück aufgeführt wurde, befand sich in einer recht unpassenden Halle und war im Vergleich zum später erbauten Springer Opera House noch sehr einfach.
Francis Joseph Springer erklärte sich bereit, das später Springer Opera House getaufte Gebäude zu errichten. Er war ein wohlhabender Geschäftsmann aus der Lebensmittelbranche, der aus dem Elsass stammte. Aus seiner Heimat brachte Springer die Leidenschaft für Musik, Theater und Tanz mit und träumte davon, in Columbus ein Theater im europäischen Stil zu errichten. Im Februar 1871 wurde das neue Theater mit einem Amateurkonzert von Mitgliedern der Trinity Episcopal Church eröffnet.
Das Springer Opera House wurde 1902 umfassend renoviert und erweitert. Der für den Umbau zuständige Architekt John Bailey McElfatrick war einer der angesehensten Theaterarchitekten seiner Zeit. Er war bekannt dafür, entgegen dem Standard dieser Zeit, nicht den Stil der englischen Theater zu imitieren, auch da er selbst nie in England war. Konkrete Merkmale seiner Theater waren beispielsweise die gleichmäßige Sitzverteilung im Parkett, flachere und tiefere Balkone und weniger ausschweifende Verzierungen.

### Zwischenzeitliche Nutzung als Kino

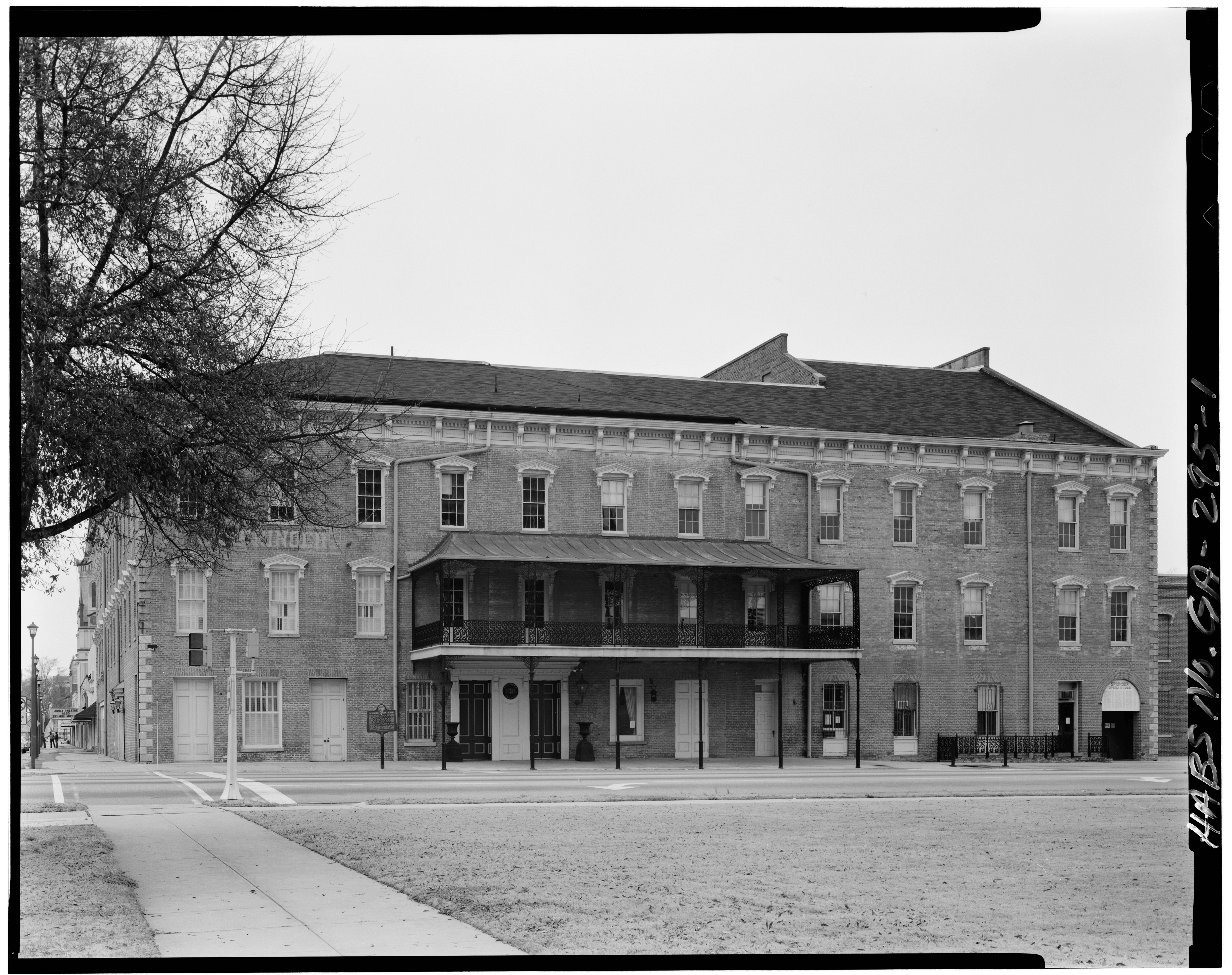
Außenansicht des Springer Opera House (1933)

In die Zeit kurz nach der Erweiterung des Springer Opera House 1902 fiel der erste Boom der neuen Filmindustrie. Im Springer wurden einige von Thomas Edisons neuen Vitascope-Filmen vorgeführt. Mit der Vorführung dieser Kurzfilme wurde der langsame, aber stetige Rückgang des Theaters in Columbus eingeläutet. Seit 1915, als die Beliebtheit der Filme weiter zugenommen hatte, begann man im Springer regelmäßig Filme vorzuführen und damit das Theaterspiel zur Seite zu drängen. Diese neuartige Bewegung war zu der Zeit in den Vereinigten Staaten insgesamt zu beobachten. Nach dem Börsencrash 1929 brach das Theaternetzwerk vollständig zusammen; seit 1941 wurde das Haus nur noch als Kino betrieben.
Mit dem Bedeutungsverlust der Wirtschaftsunternehmen in Columbus’ Innenstadt sank auch die Zahl der Bevölkerung im Stadtzentrum. Wegen der dadurch sinkenden Besucherzahlen im Springer entschied sich der Betreiber 1959 dazu, das Haus zu schließen, wodurch es fast in Vergessenheit geriet.

### Krise und Neubeginn Mitte des 20. Jahrhunderts
1963 sollte das Springer Opera House schließlich abgerissen werden, nachdem es fünf Jahre lang ungenutzt leer gestanden hatte. Als diese Entscheidung anstand, formten sich die Columbus Little Theatre Opera House Trustees, eine Gruppe von Bürgern, die sich für den Erhalt des Theaters einsetzten und die für die Renovierung benötigten Mittel auftrieben. Im Sommer 1964 begannen erneut Renovierungsarbeiten, nachdem das leerstehende Gebäude vor dem Abriss gerettet worden war. Es wurde sowohl das undichte Dach repariert als auch die Lobby im Erdgeschoss wieder instand gesetzt. Des Weiteren wurde der Hauptsaal im viktorianischen Stil neu hergerichtet und das gesamte Gebäude an die zu dieser Zeit gültigen Bauordnungen angepasst.
Am 6. Oktober 1965 wurde das Springer mit dem Musical St. Elmo wiedereröffnet, das auf dem gleichnamigen viktorianischen Roman der aus Columbus stammenden Autorin Augusta Jane Evans beruhte.

## DasSpringerim 21. Jahrhundert
Im Jahre 1998 wurde das Springer für 12 Millionen Dollar noch einmal umfassend renoviert. Bei dieser Renovierung wurden vor allem der zweite und dritte Stock hergerichtet, die bei der Renovierung von 1964 unberührt geblieben waren. Unter anderem wurde eine Bühne auf dem technischen Stand des 20. Jahrhunderts errichtet, außerdem zusätzliche Unterrichts-, Arbeits- und Proberäume. Dabei wurden Renovierungs- und Restaurierungsarbeiten miteinander verbunden. Die historische Inneneinrichtung wurde in einer der bis dato aufwändigsten Restaurierungen wieder im historischen Originalzustand eingerichtet, während das Theater auf den modernsten Stand der Licht-, Ton- und Bühnentechnik gebracht wurde. Durch die Renovierung und die dadurch ermöglichte Nutzung des zweiten und dritten Stockwerks wurde die Gesamtfläche von ca. 3250 m² auf knapp unter 7000 m² vergrößert.
Das Gebäude beherbergt heute (Stand 2017) unter anderem das Springer Theatre, das sein Programm auf zwei Bühnen aufführt: Die Hauptbühne Emily Woodruff Hall, ein großer Theatersaal im viktorianischen Stil, ist nach einer sehr engagierten Frau benannt, die auch Teil der Gruppe war, die 1964 das Springer Opera House vor dem Abriss bewahrte. Außer der Hauptbühne gibt es noch die Nebenbühne Studio 2, auf der vorrangig Stücke für jugendliches Publikum mit lokalen Nachwuchsschauspielern aufgeführt werden. Des Weiteren sind im Springer Opera House das Tourneetheater Springer Theatricals und die Springer Theatre Academy untergebracht, eine der angesehensten Theaterschulen der Vereinigten Staaten.

### TourneetheaterSpringer Theatricals
Springer Theatricals wurde 1990 vom Produzenten, Theaterleiter und Autor Paul Pierce gegründet. Die Springer Theatricals sind eine mobile gemeinnützige Theatergruppe, die vom Springer Theatre betrieben wird. Das Ziel von Springer Theatricals ist es, durch preiswertes und professionelles Musical-Theater in anderen Gemeinden beziehungsweise in deren Theatern die Begeisterung des Publikums für das Theater zu wecken. Paul Pierce und die Springer Theatricals waren bereits auf über 40 Tourneen mit über 5000 Auftritten in den ganzen USA und Kanada erfolgreich.

### DieDorothy W. McClure Springer Theatre Academy
1996 gründete Ron Anderson, Schauspieler, Theaterdirektor und Theaterausbilder die Springer Theatre Academy. In die Springer Theatre Academy werden Kinder und Jugendliche vom Kindergarten- bis hin zum Teenageralter aufgenommen, um sie an das Theaterspiel heranzuführen. Die Nachwuchsschauspieler können aus verschiedenen Angeboten wählen: Es gibt sowohl ganzjährige Kurse als auch mehrwöchige Intensivkurse in den Schulferien. In diesen Kursen erlernen die Nachwuchsschauspieler Kernkompetenzen für das Theaterspiel, wodurch auch ihre Sozialkompetenzen gefördert werden. Am Ende der Kurse präsentieren sie das Gelernte vor Eltern und Freunden.
Die Springer Theatre Academy ist nach Dorothy „Dot“ McClure benannt, einer Theaterlehrerin, die eine der Unterstützerinnen war, die sich 1964 für den Erhalt des Springer Opera House eingesetzt hatten.